# Paperino e il razzo interplanetario
Paperino e il razzo interplanetario è una storia a fumetti di genere fantascientifico ideata da Carlo Chendi e Luciano Bottaro, che ha riproposto il personaggio di Rebo ideato da Cesare Zavattini, Federico Pedrocchie Giovanni Scolari sul finire degli anni trenta nella saga Saturno contro la Terra.
Venne pubblicata su Topolino n.230-232 tra il 10 marzo e il 10 aprile del 1960, 
La storia, figlia della fantascienza classica di autori come Jules Verne e Herbert George Wells, o di saghe come quella costruita da Alex Raymond con il suo Flash Gordon, in realtà ha come precedenti ispiratori innanzitutto la storia già citata, Saturno contro la Terra, in cui Rebo ha mire espansionistiche contro il pianeta Terra, e quindi Paolino Paperino e il mistero di Marte, sempre di Pedrocchi e prima storia di produzione italiana con Paperino protagonista.

## Trama
La vicenda ha inizio sulla Terra, dove Paperon de Paperoni, braccato dalle avide mani dei Bassotti, decide di portare tutto il suo patrimonio sulla Luna a bordo di un avveniristico razzo progettato da Archimede. Come sempre Paperone trascina nell'impresa i suoi nipoti: convoca, infatti, l'ignaro Paperino, ordinandogli di dirigersi, solo, nella campagna dei dintorni di Paperopoli e qui entrare nella sua villa. Quello che Paperino non sa è che la villa è in realtà il razzo costruito da Archimede per sfuggire alle grinfie dei Bassotti e, soprattutto, non sa che i suoi nipotini, contravvenendo agli ordini, si sono imbarcati clandestinamente. Durante il viaggio Archimede scopre che la traiettoria del missile è stata deviata e adesso questo punta verso Giove: per evitare di perdersi ulteriormente nello spazio, Paperone decide di alleggerire il razzo, scaricando i pesi inutili: Paperino!
Paperino, abbandonato su un asteroide, e Paperone, con la compagnia di Archimede, iniziano quindi una vicenda parallela all'interno degli orrori che nasconde lo spazio. Innanzitutto il papero vestito alla marinara si imbatte in un mostro gigante che prontamente lo assale. Il nostro eroe, per fortuna, viene soccorso da un abitante di Giove, un gioviale, che nella forma ricorda molto il Pon Pon bottariano, che gli dà un passaggio con la sua nave spaziale, una vera e propria imbarcazione sulla quale Paperino scopre che i gioviali si nutrono di metalli e diamanti. Mentre, però, sono sulla strada verso Giove, vengono colpiti da una tempesta magnetica, che li costringerà ad abbandonare l'astro-barca.
Nel frattempo Paperone ed Archimede sono costretti ad un atterraggio di fortuna sul suolo di Giove in mezzo ad un canyon roccioso, dove vengono accolti da una delegazione di gioviali, mentre dai rottami del razzo emergono i suoi pestiferi nipoti.
Paperino, prima di ricongiungersi con la sua famiglia, viene venduto dal gioviale che l'ha salvato, al locale zoo, dove, dopo un lungo studio, viene rinchiuso in una gabbia per essere esposto insieme agli altri strani animali del pianeta: sarà proprio a causa di Paperino che Paperone, a sue spese, scoprirà che i gioviali sono ghiotti, su tutti i metalli, di quell'oro a lui tanto caro.
Questa seconda lunga sequenza dà a Bottaro un'altra ghiotta occasione: prima, durante la tempesta magnetica, disegna dei fulmini viventi, che con geometrie incredibili sterzano e virano alla ricerca dell'astro-barca vittima, quindi disegna i funghi giganteschi che nottetempo crescono nella landa che ha visto l'atterraggio dei paperi, quindi allo zoo si sbizzarrisce nel rappresentare diversi mostri dalle forme strane e spaventose.
Nel frattempo, su Saturno, sta maturando una nuova e terribile minaccia ai danni di Giove e dei suoi abitanti. Il terribile Rebo, signore assoluto di un pianeta ridotto al minimo storico, sta meditando di invadere il maggiore dei pianeti del Sistema Solare per riportare in alto il vessillo di Saturno. Nei milioni di anni di guerre che hanno costellato la storia del pianeta, infatti, la sua popolazione si è ridotta a soli tre individui: Rebo stesso e altri due superstiti, identificati semplicemente con il numero 1 e 2, eletti, per mancanza d'altro materiale saturniano, a suoi generali.
Per raggiungere il suo scopo, Rebo, dopo l'ennesimo fallimento (la sua fabbrica aveva appena sfornato un robot musicista, prontamente giustiziato - il poverino non solo stava fumando la sua ultima sigaretta, ma nel momento della distruzione si permette anche di salutare il lettore con un Ciao!) decide di rapire la più grande mente della galassia per costringerla a costruire per lui una schiera di invincibili robot. Per un incredibile errore, invece di prelevare Archimede, i suoi due generali rapiscono il povero Paperino, che ridotto alle dimensioni di un moscerino, per non finire tra le fauci del terribile gatto di Rebo, si vede costretto ad accettare l'insano compito di progettare nuove macchine da guerra per il tiranno di Saturno.
Frutto del suo profondo pensare è uno strano automa, progettato a sua immagine e somiglianza e ispirato ai giocattoli dei nipotini. A questo punto non resta che mettere alla prova l'automa: una volta caricato (si muove, infatti, grazie ad una carica a molla) si dirige deciso, forse per errore, prima verso i generali di Rebo, quindi verso Rebo stesso, mettendoli facilmente KO. Paperino, però, si aspetta di venire travolto dall'ira di Rebo, che però, ritenendolo un genio, non riesce a capire che la violenza del progetto è stata semplicemente un errore del povero papero, piuttosto che qualcosa di assolutamente voluto. In questo modo la fiducia che Rebo ripone nel genio non gli consente di controllare che Paperino, incaricato di sistemare gli automi nelle astronavi della flotta (che ricordano il Nautilus del Capitano Nemo), riesca a collegare tutti i fili nel modo giusto.
Puntualmente accade l'errore: fili collegati male, una progettazione non perfetta e l'intera flotta di Rebo distrutta, alimentando la rabbia repressa del tiranno malvagio, parodia e critica, non tanto velata, a tutti i tiranni e alla guerra in genere, mentre il nostro Paperino viene acclamato come massimo eroe del pianeta e premiato con un blocco di wulframio 236, il minerale più raro di tutto il Sistema Solare.
Non c'è, però, bisogno di dire che il blocco finirà nelle vampiresche mani di Paperone, a saldo parziale di tutti i danni causati direttamente ed indirettamente dal nipote.
Nel corso della storia, Bottaro sperimenta quelle deformazioni grafiche che saranno poi il suo marchio di fabbrica: il povero Paperino, a causa dell'accelerazione della navetta, verrà accorciato ed allungato, sperimentando per la prima volta quelle deformazioni che, in maniera anche più pesante, dovrà passare, sempre per mano di Bottaro in Paperino e il ritorno di Rebo. In pratica, in queste scene, è l'artista il vero protagonista, che rielabora il personaggio in forme nuove ed inusuali.